# Halokern
Halokerne sind Atomkerne, bei denen einzelne Nukleonen (Protonen und Neutronen) einen relativ großen Abstand zum Rest des Kerns haben. Je nachdem ob Protonen oder Neutronen weit vom Rest des Kerns entfernt sind, werden Halokerne in Protonenhalos und Neutronenhalos unterteilt. Dabei überwiegt unter den bisher entdeckten Halokernen die Anzahl der Neutronenhalos gegenüber den Protonenhalos. Halokerne sind instabile Kerne nahe der Drip Line (Abbruchkante) für den Zerfall durch Protonen- bzw. Neutronenemission.
Halokerne wurden 1986 von Isaho Tanihata und Kollegen am Lawrence Berkeley National Laboratory (LBNL) an einer der ersten Beschleunigeranlagen für radioaktive Kerne bei der Streuung von Kernen aneinander als Kerne mit anomal großer Ausdehnung entdeckt. Die Interpretation als Halo-Phänomen kam 1987 von Björn Jonson und P. Gregers Hansen. Sie wurden z. B. in der ISOLDE-Anlage des CERN und am GSI Darmstadt genauer untersucht. Vorhergesagt wurden sie 1972 von Arkadi Beinussowitsch Migdal.
Der Name erinnert an gleichnamige ringförmige Lichteffekte (Halo).

## Eigenschaften
Die starke Kernkraft, welche die Nukleonen im Kern konzentriert, hat eine Reichweite von etwa 2 bis 3 Femtometern (fm). Dagegen beträgt z. B. der mittlere Abstand des Halo-Neutrons des 1-Neutron Halo-Kerns 11Be, der 2009 von Wilfried Nörtershäuser (Mainz) und Kollegen mit Laserspektroskopie genauer untersucht wurde, 7 fm bei einem Radius des Rumpfkerns von 2,5 fm.
Die Halonukleonen besitzen aufgrund der großen Entfernung zum Rest des Kerns eine deutlich niedrigere Bindungsenergie als normal gebundene Nukleonen, die im Lithium-Bereich eine Bindungsenergie von etwa 5 MeV aufweisen.
Nach den Gesetzen der klassischen Physik gäbe es deshalb keine Bindung zwischen dem Kernrumpf und den Halonukleonen. Die trotzdem vorhandene Bindungsenergie lässt sich mit der Unschärfe der Halonukleonen erklären. Die Aufenthaltswahrscheinlichkeit ist für Halonukleonen nämlich räumlich weit ausgedehnt, sodass sich die Nukleonen mit einer ausreichenden Wahrscheinlichkeit nahe genug am Kernrumpf befinden, um die starke Wechselwirkung zu erfahren. Beim genauer untersuchten 2 Neutron-Halokern Lithium 11 dehnt sich die Wellenfunktion fast bis zum Radius des schweren Bleikerns (Blei 208 mit 7 fm Radius) aus, und die Separationsenergie eines der äußeren Neutronen beträgt nur noch rund 0,3 MeV.
Zwei-Neutron-Halokerne werden auch Borromäisch genannt (nach Borromäischen Ringen, von denen keine zwei ohne den Dritten miteinander verbunden sind). Allgemein bezeichnet man als Borromäische Kerne gebundene Dreikörpersysteme, bei denen die Zweikörper-Subsysteme ungebunden sind. Obwohl nicht alle Halokerne borromäisch sind (die 1-Neutron-Halos und 1-Proton-Halos z. B. sind es nicht), werden die Borromäischen Ringe gern als Symbol für Halokerne genommen. Zwei-Neutronen-Halokerne können als vom Kern stabilisierte Dineutronen aufgefasst werden (oder als stark verdünnte Kernmaterie-Wolke um den Kern). An ihnen kann die Neutron-Neutron-Kernkraft und das quantenmechanische Dreikörperproblem studiert werden.
Helium 8 kann wahrscheinlich am besten als 4-Neutronen-Halo um den Alphateilchen-Kern beschrieben werden, wobei sein Radius nicht so groß ist; hier bilden die Halo-Neutronen nahe am Kern eher eine Art Neutronenhaut (Tanihata). Auch Bor 19 und  Beryllium 14 werden als 4 Neutron-Halokerne diskutiert. Auffällig ist, dass Bor 19 und Helium 8 die einzigen bekannten Kerne sind, bei der die Entfernung von 1 und 3 Neutronen ungebundene Zustände ergibt. Beryllium 14 hat zumindest ein 2-Neutron-Halo. Marques und Kollegen vom GANIL-Beschleuniger führten 2002 Streuexperimente an Beryllium 14 durch, bei der ihrer Meinung nach die äußeren Neutronen als Tetraneutron separierten, was aber kritisiert wurde.
Auch bei schwereren Elementen wie Kohlenstoff 19 fanden sich gute Kandidaten für Halokerne, in diesem Fall ein 1-Neutron-Halo. Seine Neutronen-Separationsenergie ist ähnlich niedrig wie bei Beryllium 11, und genauere Untersuchungen am GSI Darmstadt stützten seine Einordnung als Halokern.
In einigen Darstellungen wird auch das Deuterium als einfachster Halo-Kern beschrieben.

## Bekannte Halokerne
Folgende Halokerne bzw. gute Kandidaten dafür sind bekannt (nach Riisager 2012):
| Kern | Halotyp            | Halbwertszeit |
| ---- | ------------------ | ------------- |
| 6He  | 2 Neutronen        | 0,801 s       |
| 8He  | 4 Neutronen        | 0,119 s       |
| 11Li | 2 Neutronen        | 8,75 ms       |
| 11Be | 1 Neutron          | 13,8 s        |
| 14Be | 2 oder 4 Neutronen | 4,35 ms       |
| 8B   | 1 Proton           | 0,77 s        |
| 17B  | 2 Neutronen        | 5,08 ms       |
| 19B  | 4 Neutronen        | 2,92 ms       |
| 15C  | 1 Neutron          | 2,45 s        |
| 19C  | 1 Neutron          | 49 ms         |
| 22C  | 2 Neutronen        | 6,1 ms        |
| 17F  | 1 Proton           | 64,5 s        |
| 17Ne | 2 Protonen         | 0,109 s       |

Bei Fluor 17 handelt es sich um einen angeregten Zustand (I = 1/2 +).
Riisager (2012) diskutiert auch Neon 31 als 1-Neutron-Halo-Kandidaten und Magnesium 35.